# ソルボ・サン・バジーレ
ソルボ・サン・バジーレ（イタリア語: Sorbo San Basile）は、イタリア共和国カラブリア州カタンザーロ県にある、人口約800人の基礎自治体（コムーネ）。

## 地理

### 位置・広がり

#### 隣接コムーネ
隣接するコムーネは以下の通り。括弧内のCSはコゼンツァ県所属を示す。
- ビアンキ (CS)
- カルローポリ
- チカーラ
- コロージミ (CS)
- フォッサート・セッラルタ
- ジミリアーノ
- パネッティエーリ (CS)
- タヴェルナ

## 行政

### 分離集落
ソルボ・サン・バジーレには、以下の分離集落（フラツィオーネ）がある。
- Cutura, Melitello, Utro, Villaggio Lagomar